# العلاقات السويدية الأيرلندية
العلاقات السويدية الأيرلندية هي العلاقات الثنائية التي تجمع بين السويد وجمهورية أيرلندا.

## مقارنة بين البلدين
هذه مقارنة عامة ومرجعية للدولتين:
| وجه المقارنة                                              | السويد                                                                               | جمهورية أيرلندا                                       |
| --------------------------------------------------------- | ------------------------------------------------------------------------------------ | ----------------------------------------------------- |
| المساحة (كم2)                                             | 450.30 ألف                                                                           | 70.27 ألف                                             |
| عدد السكان (نسمة)                                         | 10.16 مليون                                                                          | 4.76 مليون                                            |
| الكثافة السكانية (ن./كم²)                                 | 22.56                                                                                | 67.74                                                 |
| العاصمة                                                   | ستوكهولم                                                                             | دبلن                                                  |
| اللغة الرسمية                                             | اللغة السويدية، لغات السامي، اللغة الفنلندية، منكيلي، اللغة الرومنية، اللغة اليديشية | اللغة الأيرلندية، لغة إنجليزية، الإنجليزية الأيرلندية |
| العملة                                                    | كرونة سويدية                                                                         | جنيه أيرلندي، يورو، عملات اليورو الأيرلندية           |
| الناتج المحلي الإجمالي (بليون دولار)                      | 538.04 مليار                                                                         | 333.73 مليار                                          |
| الناتج المحلي الإجمالي (تعادل القوة الشرائية) بليون دولار | 469.01 مليار                                                                         | 318.16 مليار                                          |
| الناتج المحلي الإجمالي الاسمي للفرد دولار أمريكي          | 50.58 ألف                                                                            | 61.13 ألف                                             |
| الناتج المحلي الإجمالي للفرد دولار أمريكي                 | 45.30 ألف                                                                            |                                                       |
| مؤشر التنمية البشرية                                      | 0.907                                                                                | 0.916                                                 |
| رمز المكالمات الدولي                                      | +46                                                                                  | +353                                                  |
| رمز الإنترنت                                              | .se                                                                                  | .ie                                                   |
| المنطقة الزمنية                                           | توقيت وسط أوروبا، ت ع م+01:00، ت ع م+02:00، أوروبا/ستوكهولم ‏                         | 00، ت ع م+01:00، أوروبا/دبلن ‏                         |

## منظمات دولية مشتركة
يشترك البلدان في عضوية مجموعة من المنظمات الدولية، منها:
| علم المنظمة | اسم المنظمة                               | تاريخ انضمام السويد | تاريخ انضمام جمهورية أيرلندا |
| ----------- | ----------------------------------------- | ------------------- | ---------------------------- |
|             | وكالة الفضاء الأوروبية                    | ?                   | ?                            |
|             | بنك التنمية الآسيوي                       | 1966                | 2006                         |
|             | الاتحاد الأوروبي                          | 1995                | 1973                         |
|             | وكالة ضمان الاستثمار متعدد الأطراف        | 12 أبريل 1988       | 27 أكتوبر 1989               |
|             | منظمة التعاون الاقتصادي والتنمية          | ?                   | ?                            |
|             | الأمم المتحدة                             | 19 نوفمبر 1946      | 14 ديسمبر 1955               |
|             | الوكالة الدولية للطاقة                    | ?                   | ?                            |
|             | الفريق المعني برصد الأرض                  | ?                   | ?                            |
|             | Nordic Battlegroup ‏                       | ?                   | ?                            |
|             | منظمة حظر الأسلحة الكيميائية              | ?                   | ?                            |
|             | منظمة التجارة العالمية                    | 1995                | ?                            |
|             | منظمة الشرطة الجنائية الدولية             | ?                   | ?                            |
|             | منظمة الأمن والتعاون في أوروبا            | 25 يونيو 1973       | 25 يونيو 1973                |
|             | مؤسسة التنمية الدولية                     | 24 سبتمبر 1960      | 22 ديسمبر 1960               |
|             | نظام تحكم تكنولوجيا القذائف               | 1991                | 1992                         |
|             | يونسكو                                    | 23 يناير 1950       | 3 أكتوبر 1961                |
|             | مجلس أوروبا                               | ?                   | ?                            |
|             | الاتحاد البريدي العالمي                   | ?                   | ?                            |
|             | البنك الدولي للإنشاء والتعمير             | 31 أغسطس 1951       | 8 أغسطس 1957                 |
|             | المنظمة الهيدروغرافية الدولية             | ?                   | ?                            |
|             | الاتحاد الدولي للاتصالات                  | 1866                | 8 ديسمبر 1923                |
|             | مؤسسة التمويل الدولية                     | 20 يوليو 1956       | 11 سبتمبر 1958               |
|             | المنظمة الأوروبية لسلامة الملاحة الجوية   | 1995                | 1965                         |
|             | المركز الدولي لتسوية المنازعات الاستشارية | 28 يناير 1967       | 7 مايو 1981                  |
|             | مجموعة أستراليا                           | 1991                | 1985                         |
|             | مجموعة الموردين النوويين                  | ?                   | ?                            |

## أعلام
هذه قائمة لبعض الشخصيات التي تربطها علاقات بالبلدين:
- آنا بيرجيندال (مغنية سويدية، 11 ديسمبر 1991[24] – )
- الأمير نيكولا دوق أونغيرمانلاند (15 يونيو 2015 – )
- جويل كينمان (ممثل سويدي أمريكي، 25 نوفمبر 1979[25][26] – )
- روبرت ووكر (لاعب كرة قدم سويدي، 6 مارس 1987 – )
- ريبيكا فيرغسون (ممثلة سويدية، 19 أكتوبر 1983 – )
- كيفن ووكر (لاعب كرة قدم سويدي، 3 أغسطس 1989 – )
- ليونور دوقة غوتلاند (20 فبراير 2014 – )

## وصلات خارجية
- موقع وزارة الخارجية السويدية
- موقع وزارة الخارجية الأيرلندية